# 9 (siffra)
Siffran 9 (nio (fil)) används för att beteckna talet 9 och är en siffra i varje positiv talbas som är 10 eller högre.

Teckenspråkets tecken för siffran 9.
Punktskriften för siffran 9.
Kilskrifttecken för 9 mellan andra siffror.
Signalflagga för siffran 9.
Mayakulturens tecken för siffran 9.
Babyloniska tecknet för siffran 9.